# Bakhshyly
Bakhshyly är en ort i Azerbajdzjan.   Den ligger i distriktet Xızı Rayonu, i den östra delen av landet, 100 kilometer nordväst om huvudstaden Baku. Bakhshyly ligger 782 meter över havet och antalet invånare är 315.
Terrängen runt Bakhshyly är lite bergig. Runt Bakhshyly är det ganska glesbefolkat, med 26 invånare per kvadratkilometer.. Närmaste större samhälle är Altıağac, 5,8 kilometer sydväst om Bakhshyly. 
I omgivningarna runt Bakhshyly växer i huvudsak lövfällande lövskog.